# 安藤栄次
安藤 栄次（あんどう えいじ、1982年5月14日 - ）は、日本の元ラグビー選手。NECグリーンロケッツを経て、三菱重工相模原ダイナボアーズに在籍した。

## プロフィール
- 埼玉県出身。
- ポジションはスタンドオフ、センター。
- 身長 169cm、体重 80kg
- 日本代表キャップは13。（2015年8月現在）
- ニックネームはえいじ。

## 来歴
熊谷工業高校時代は花園出場はなかったが、U-19代表に選出された。
早大進学後は、1年先輩の大田尾竜彦（現ヤマハ発動機ジュビロ）の控えとなり、大田尾卒業後の4年次にレギュラーを獲得。キック、ラン、パス、ディフェンスすべてのプレーで卓越しており、大学王座に貢献した。
卒業後、NECに入社。
2007年にはW杯日本代表のメンバーに選ばれたが、負傷のため帰国となった。
2012年度シーズンより三菱重工相模原に在籍し、3シーズンプレーした後現役を引退。2015年より三菱重工相模原のアシスタントコーチを務める。
2020年5月、大阪体育大学ラグビー部のヘッドコーチに就任。

## 競技歴
- 吉岡中学校→熊谷工業高校→早稲田大学→NEC→三菱重工相模原